# Animadora de torcida

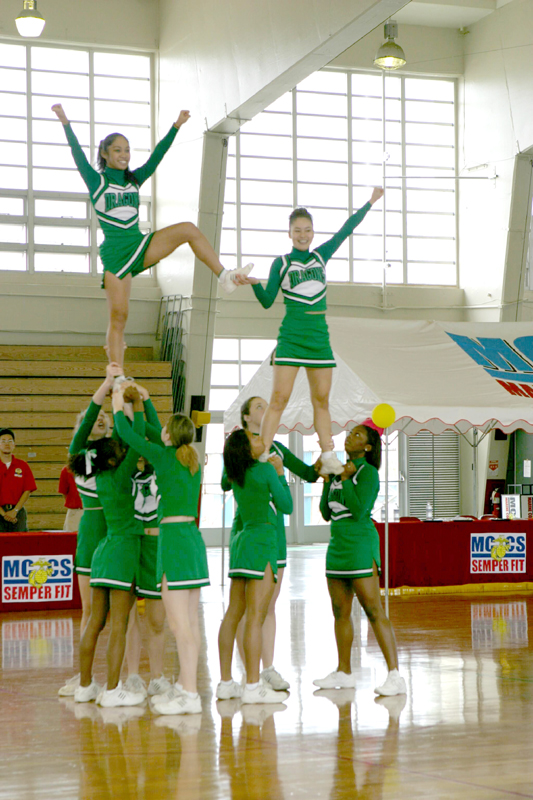
Animadoras de torcida

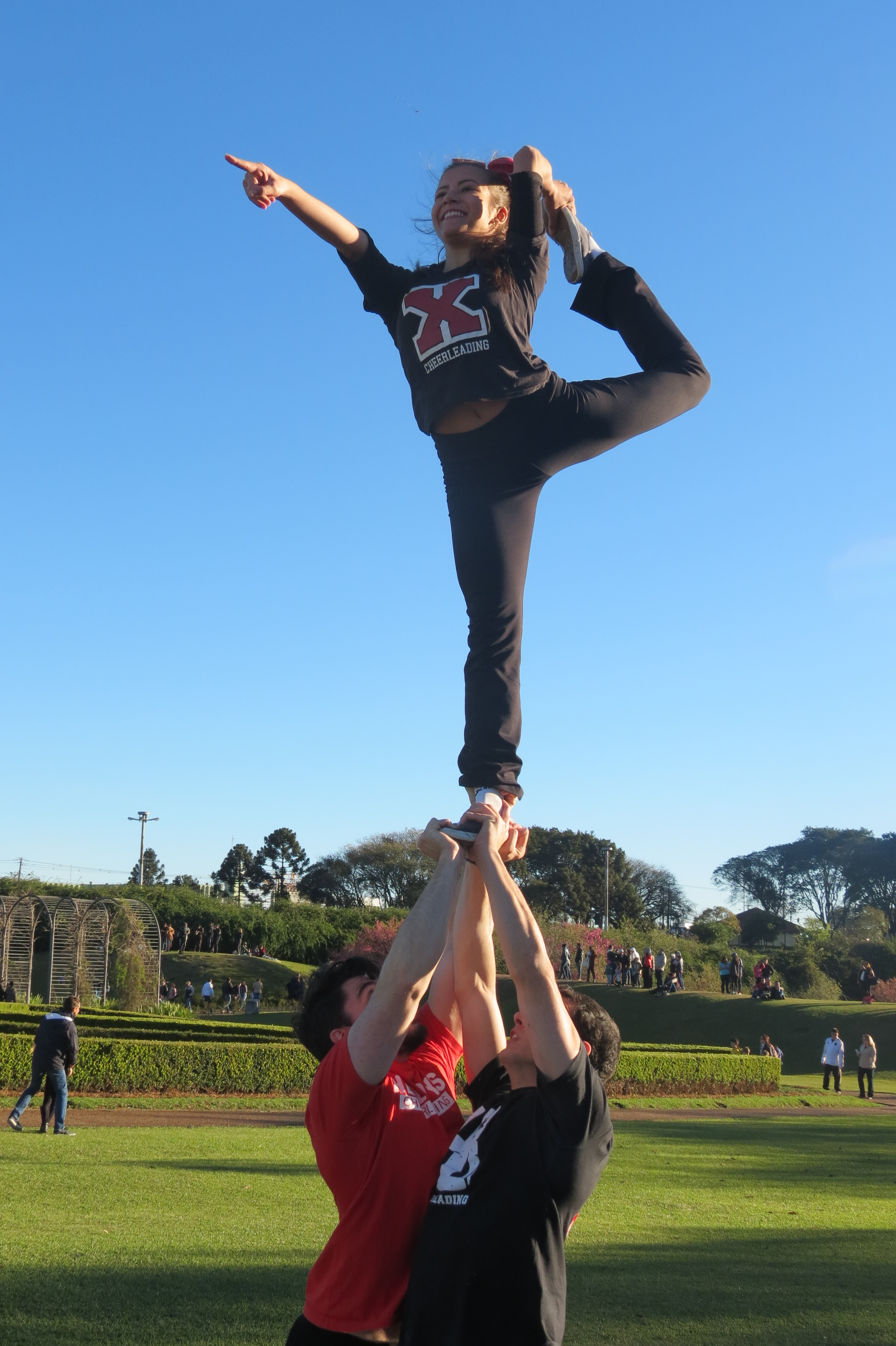
Animadoras de torcida do time Xtremers treinando base dupla em parque de Curitiba, Paraná, 2016.

Um(a) líder de torcida, animador(a) de torcida ou cheerleader (conhecido como líder de claque, em Portugal) é alguém que faz o uso organizado de música, dança e elementos de ginástica para fazer com que os torcedores animem os seus times em partidas de futebol americano, basquetebol e futebol de campo. Há, também, campeonatos específicos para essa mocidade de torcida.
No Brasil, o esporte foi introduzido oficialmente em 2008 pela Comissão Paulista de Cheerleading com treinamento a equipes vinculadas à Liga Paulista de Futebol Americano. Hoje, tem como representante oficial a União Brasileira de Cheerleaders (UBC), entidade afiliada à International Cheer Union (ICU).

## Como esporte

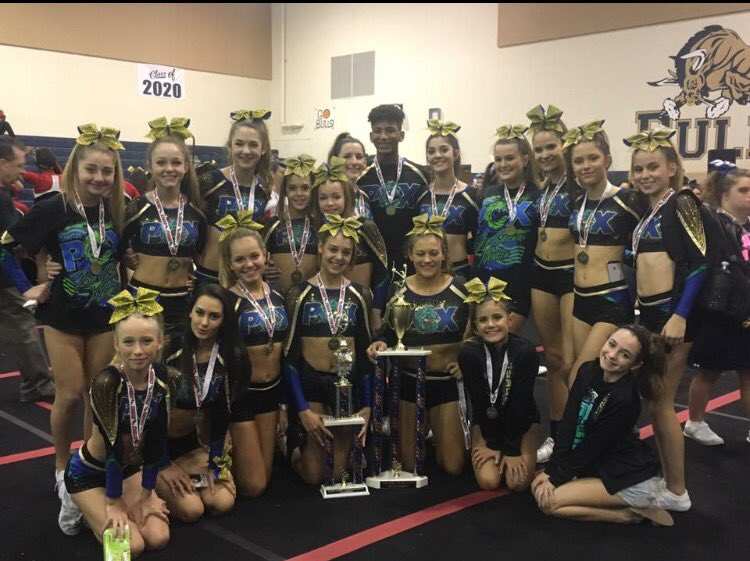
Equipe de animadoras de torcida ao vencerem um campeonato em 2017

Animação de torcida é um esporte com acrobacias organizadas, sendo usada a ginástica artística, dança, e "stunting" para serem apresentadas em jogos de times, em competições regionais, estaduais, nacionais e internacionais. O praticante de animação de torcida é chamado de líder ou de animador(a). Com aproximadamente 1,5 milhões de praticantes na animação "Allstar" (sem incluir os milhões nos colégios, faculdades e pequenas ligas) nos (Estados Unidos). A audiência global vem aumentando desde 1997 graças a divulgação do esporte pelas transmissões da ESPN Internacional. Há aproximadamente 100 mil praticantes em torno do mundo em países como Austrália, Brasil, China, Colômbia, França, Alemanha, Japão, Canadá, Países Baixos, Nova Zelândia e os Estados Unidos.
Segundo a ICU, há mais de 3 milhões de praticantes do esporte em todo o mundo.
O esporte surgiu em 1884, na Universidade de Princeton. Na época, somente os homens participavam. Na primeira metade do século XX (anos 30) o esporte já se fazia presente em outras universidades e as mulheres passaram a participar como líder.
Devido ao crescimento do interesse pelo esporte, em 1997, a ESPN passou a transmitir as competições de líder de torcida nos Estados Unidos.
Em 1948, Lawrence "Herkie" Herkimer, de Dallas, um ex-líder da Southern Methodist University, fundou a National Cheerleaders Association (NCA), que, junto com a Universal Cheerleading Association — e outras — promovem treinamento e campeonatos nos Estados Unidos.
Nas décadas de 1980 e 1990 o esporte passou por um momento difícil, pois a sua imagem, devido ao enfoque dos filmes da época, era associada a meninas fúteis, burras ou sem índole moral.
Somente em 2000, com o lançamento do filme As Apimentadas, o esporte passou a ser encarado e forma mais atlética e séria.
Saltos
Tuque, Salto-X, Toca-pés, Pique, e outros.
Elevações/Pirâmides
Sobre-coxas, Elevador, Extensão, Extensão Fechada (ou Cupi) e outras.

### Musica
As músicas de "2min30seg" são feitas para as equipes Allstar e Universitárias competirem de acordo com as suas rotinas nas competições. Antigamente as músicas possuíam diversos trechos dos grandes hits do momento e vozes-sobrepostas (frases cantadas motivacionais das equipes) tendo sempre o bpm adequado. Hoje em dia somente é permitido as músicas que não sejam 100% autorais. No Brasil essa lei ainda não entrou em vigor.

## Organização por modalidade, categoria e faixa etária

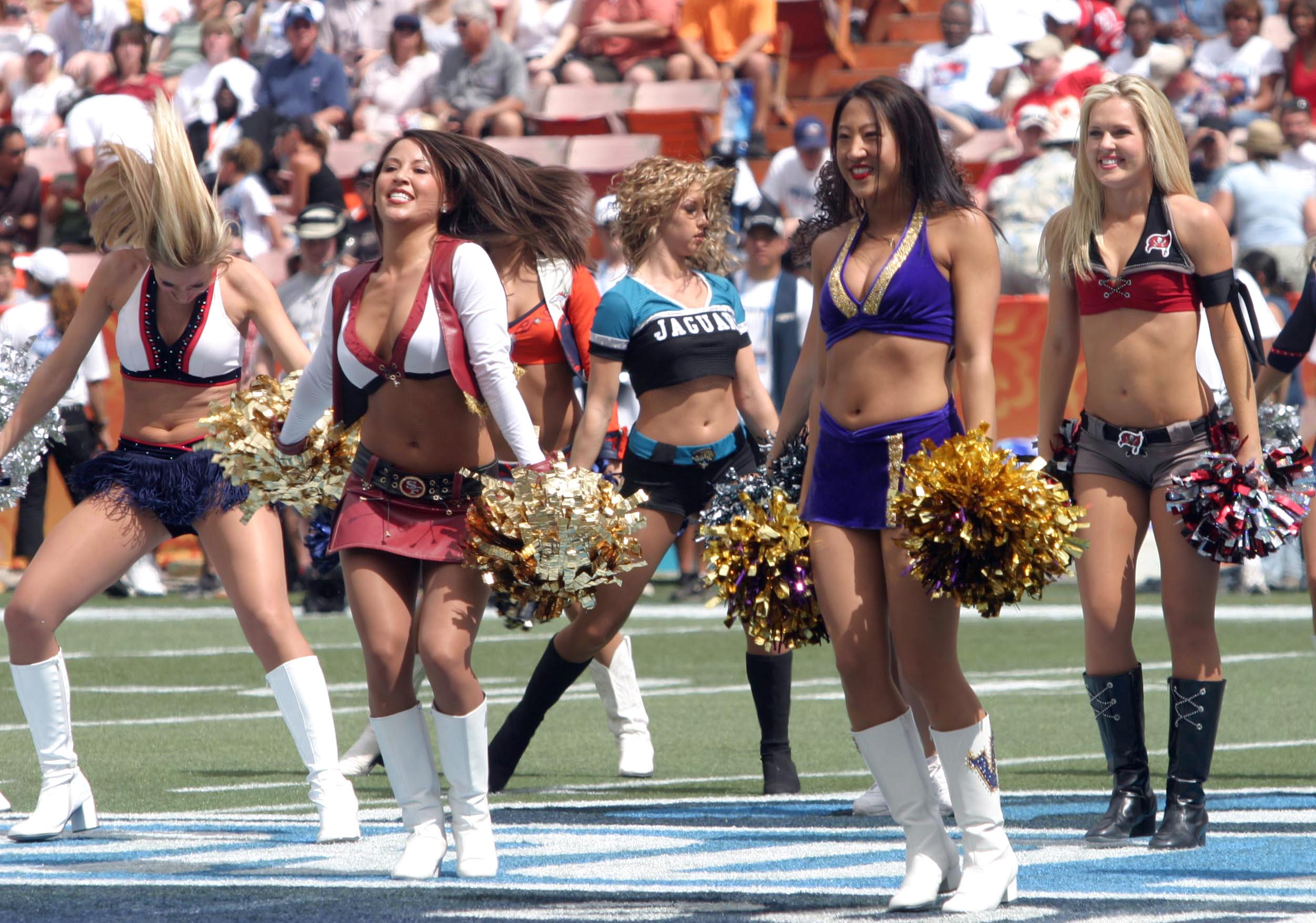
Animadoras de torcida da NFL.

Segundo as normas da UBC, o cheerleading nacional está organizado da seguinte forma:

### Divisão cheer
Compreende as equipes que executam movimentos básicos do cheerleading, saltos, pirâmides e acrobacias dentro de 2min30seg, com música de fundo e precedido de um Sideline de, no máximo, 30 segundos.

#### Modalidade Varsity
- Categoria Tiny (All-girl/Feminino) - 3-5 anos de idade.
- Categoria Mini (All-girl/Feminino) - 6-8 anos de idade.
- Categoria Youth (All-girl/Feminino ou Co-ed/Mista) - 9-11 anos de idade.
- Categoria Junior (All-girl/Feminino ou Co-ed/Mista) - 12-14 anos de idade.
- Categoria Senior (All-girl/Feminino ou Co-ed/Mista) - 15-18 anos de idade.
- Categoria College (All-girl/Feminino ou Co-ed/Mista) 18 ou mais anos de idade.

#### Modalidade Ligas Esportivas
Nesta modalidade as equipes devem ter entre 5 a 24 membros.
- Categoria All-girl (feminina) - 12 a 17 anos de idade.
- Categoria All-girl (feminina) - 18 anos de idade ou mais.
- Categoria Co-ed (mista) - 12 a 17 anos de idade.
- Categoria Co-ed (mista) - 18 anos de idade ou mais.

#### Modalidade All-Star
Nesta modalidade as equipes devem ter entre 8 a 24 membros.
- Categoria Tiny - 3 a 5 anos.
- Categoria Mini - 6 a 8 anos.
- Categoria Youth - 9 a 11 anos.
- Categoria Junior - 12 a 14 anos.
- Categoria Senior - 15 a 18 anos.

### Divisão dance
Compreende as equipes que executam uma dança simples dentro de 2min30seg, com música de fundo.

#### Modalidade Open (equipes não escolares)
Nesta modalidade as equipes devem ter entre 5 a 24 membros.
- Categoria Jazz (Masculino e/ou feminino) - 13 a 17 anos de idade.
- Categoria Jazz (Masculino e/ou feminino) - 18 anos de idade ou mais.
- Categoria Hip Hop (Masculino e/ou feminino) - 13 a 17 anos de idade.
- Categoria Hip Hop (Masculino e/ou feminino) - 18 anos de idade ou mais.
- Categoria Freestyle*(Masculino e/ou feminino) - 13 a 17 anos de idade.
- Categoria Freestyle*(Masculino e/ou feminino) - 18 anos de idade ou mais.
- Categoria Pom Dance.

### Divisão pirâmides
Compreende as duplas ou equipes que executarão desmontes dentro de 1 minuto, com música de fundo.

#### Modalidade Varsity
- Categoria Junior (All-girl/Feminino) - 12 a 14 anos de idade - Até 5 membros.
- Categoria Senior (All-girl/Feminino) - 15 a 17 anos de idade - Até 5 membros.
- Categoria Senior (Co-ed/Mista) - 15 a 17 anos de idade - 3 membros (flier fem.).
- Categoria College (All-girl/Feminino) - 18 a 25 anos de idade - até 5 membros.
- Categoria College (Co-ed/Mista) - 18 a 25 anos de idade - 3 membros (flier fem.).

#### Modalidade Open (equipes não escolares)
- Categoria All-girl (All-girl/Feminino) - 13 a 17 anos de idade - até 5 membros.
- Categoria All-girl (All-girl/Feminino) - 18 anos de idade ou mais - até 5 membros.
- Categoria Co-ed (Mista) - 15 anos de idade ou mais - 3 membros (flier fem).

#### Modalidade Varsity
Nesta modalidade as equipes devem ter entre 01 e 02 membros.
- Categoria Junior (All-girl/Feminino) - 12 a 14 anos de idade.
- Categoria Junior (Co-ed/Mista) - 12 a 14 anos de idade.
- Categoria Junior (Masculino) - 12 a 14 anos de idade.
- Categoria Senior (All-girl/Feminino) - 15 a 17 anos de idade.
- Categoria Senior (Co-ed/Mista) - 15 a 17 anos de idade.
- Categoria Senior (Masculino) - 15 a 17 anos de idade.
- Categoria College (All-girl/Feminino) - 18 a 25 anos de idade.
- Categoria College (Co-ed/Mista) - 18 a 25 anos de idade.
- Categoria College (Masculino) - 18 a 25 anos de idade.

#### Modalidade Open
Nesta modalidade as equipes devem ter entre 01 e 02 membros.
- Categoria All-girl (All-girl/Feminino) - 13 a 17 anos de idade.
- Categoria All-girl (All-girl/Feminino) - 18 anos de idade ou mais.
- Categoria Co-ed (Co-ed/Mista) - 13 a 17 anos de idade.
- Categoria Co-ed (Co-ed/Mista) - 18 anos de idade ou mais.
- Categoria All Boys (Masculino) - 13 a 17 anos de idade.
- Categoria All Boys (Masculino) - 18 anos de idade ou mais.

## O esporte no Brasil
No Brasil a animação de torcida se fazia presente de um modo restrito e com pouca representação, sobretudo nas escolas de estilo americanas. Com o início do futebol americano e o surgimento da Liga Paulista de Futebol Americano, por volta de 2001, foi aumentando o interesse pela animação de torcida no país e a capacitação desses atletas.
Entre 2005 e 2007, para dar suporte à prática isolada de alguns grupos de meninas, surgiu a então chamada Cheer Commission, que posteriormente passou a se chamar Comissão Paulista de Cheerleading, um órgão sem fins lucrativos com o propósito de divulgar o esporte no estado. Em 2008 foi fundada a UBC - União Brasileira de Cheerleaders.
Em 2009, na Universidade Federal de São Carlos — UFSCar, teve início o Cheerleading UFSCar, que surgiu com a ideia de motivar a torcida nos jogos. Marcelo Cardoso, técnico da equipe e o seu fundador, notou que os jogos precisavam de animação, pois somente a atlética e o pessoal da bateria animavam a torcida, mas a comunidade acadêmica não se envolvia, e foi assim que Marcelo descobriu a necessidade de motivar os jogos através do cheerleading. De acordo com Marcelo, na equipe de Cheerleading UFSCar participam aproximadamente 30 pessoas. Além dos participantes há toda uma comissão técnica envolvida. O Cheerleading UFSCar treina durante todo ano e segue o calendário da UFSCar, participam de pequenas apresentações como TUFSCar, TUSCA, e no final do ano participam também do campeonato nacional, realizado na cidade de São Paulo, o qual venceram as duas edições.
No ano de 2015, Marcelo, como Diretor Pedagógico da UBC, fez a primeira tradução das Regras de Segurança da USASF para o português, fato primordial para o desenvolvimento do sistemas de níveis no país.
No Campeonato Brasileiro de Cheerleading e Dança de 2015 o programa de Cheerleading da UFSCar consagrou-se tricampeão brasleiro e atualmente, no ano de 2016, o programa conta com mais de 90 atletas.
No ano de 2015 o Brasil estreou no campeonato mundial de animação de torcida, em Orlando, no comando dos treinadores Marcio Tavares, Lucas Camarinha e Leandro Rente. Em 2016, o ex-treinador da seleção, Márcio Tavares, foi o primeiro campeão mundial brasileiro, competindo pela equipe canadense Flyers Allstars.
Entre as equipes universitárias podemos destacar times como Deliders, UFABC, XTREMERS, e Red Explosion Cheerleading. Já entre os times da categoria allstar, recentemente o treinador Marcio Tavares abriu o seu próprio ginásio, RCR, no Rio de Janeiro, com a promessa de consolidar ainda mais o esporte no país e alcançar níveis internacionais. Além deste, despontam no cenário nacional equipes como Brasília Xtreme, Marvel, Arkhaios, Bravo, Rebellion, entre outras muitas que participam dos principais campeonatos como o nacional da UBC e o Cheerfest.

## Líderes de torcida nos clubes
Durante vários anos, especialmente entre o final da década de 1990 e ao longo dos anos 2000 e 2010, grandes clubes do futebol brasileiro tiveram elencos de líderes de torcida. Como exemplo estão: Corinthians, Palmeiras, Santos, Atlético Mineiro e Internacional. Hoje, times como Bahia, Vitória, e Botafogo possuem esses grupos, se destacando principalmente as líderes do Ceará e as líderes do Fortaleza, que são as animadoras de torcida mais prestigiadas e famosas do Brasil.